# Paulina Creek
Pour les articles homonymes, voir Paulina.
La Paulina Creek est un cours d'eau américain qui s'écoule dans le comté de Deschutes, dans l'Oregon. Alimenté par le lac Paulina, le ruisseau se jette dans la Deschutes, un affluent du Columbia. Il traverse d'abord le Newberry National Volcanic Monument puis la forêt nationale de Deschutes.